# Боровуха (Волынская область)
Боровуха (укр. Боровуха) — село в Самаровской сельской общине Ковельского района Волынской области Украины.
До 2020 года входило в Ратновский район.
Код КОАТУУ — 0724286903. Население по переписи 2001 года составляет 117 человек. Почтовый индекс — 44113. Телефонный код — 3366. Занимает площадь 0,692 км².